# NS série 6100
Les série 6100 sont des locomotives à vapeur de disposition Baltic (232T) des Nederlandse Spoorwegen utilisées sur des trains omnibus lourds et express. Ces 10 locomotives-tender livrées en 1929 sont inspirées des ten wheel série 3700 à tender séparé.

## Histoire

### Genèse
De 1913 à 1916, les Staatsspoorwegen (chemins de fer de l’État néerlandais) ont réceptionné 26 locomotives de la série 6000, destinées à la fois aux omnibus et autres trains à arrêts fréquents qu'au service des express. La série 3700 avait servi de modèle mais des considérations de poids avaient imposé un mécanisme à deux cylindres au lieu de quatre, limitant la puissance maximale et la stabilité.
À la fin des années 1920, les deux compagnies ferroviaires hollandaises préparent leur fusion mais leur parc moteur se montre insuffisant face à l'augmentation constante du poids des trains et à l'arrivée des premières voitures métalliques. Leurs ingénieurs vont donc pour la seconde fois mettre au point une locomotive tender dérivée de la série 3700, mais le renforcement des infrastructures réalisé entretemps permet l'arrivée de locomotives plus lourdes, dotées de quatre cylindres.

### Mise au point

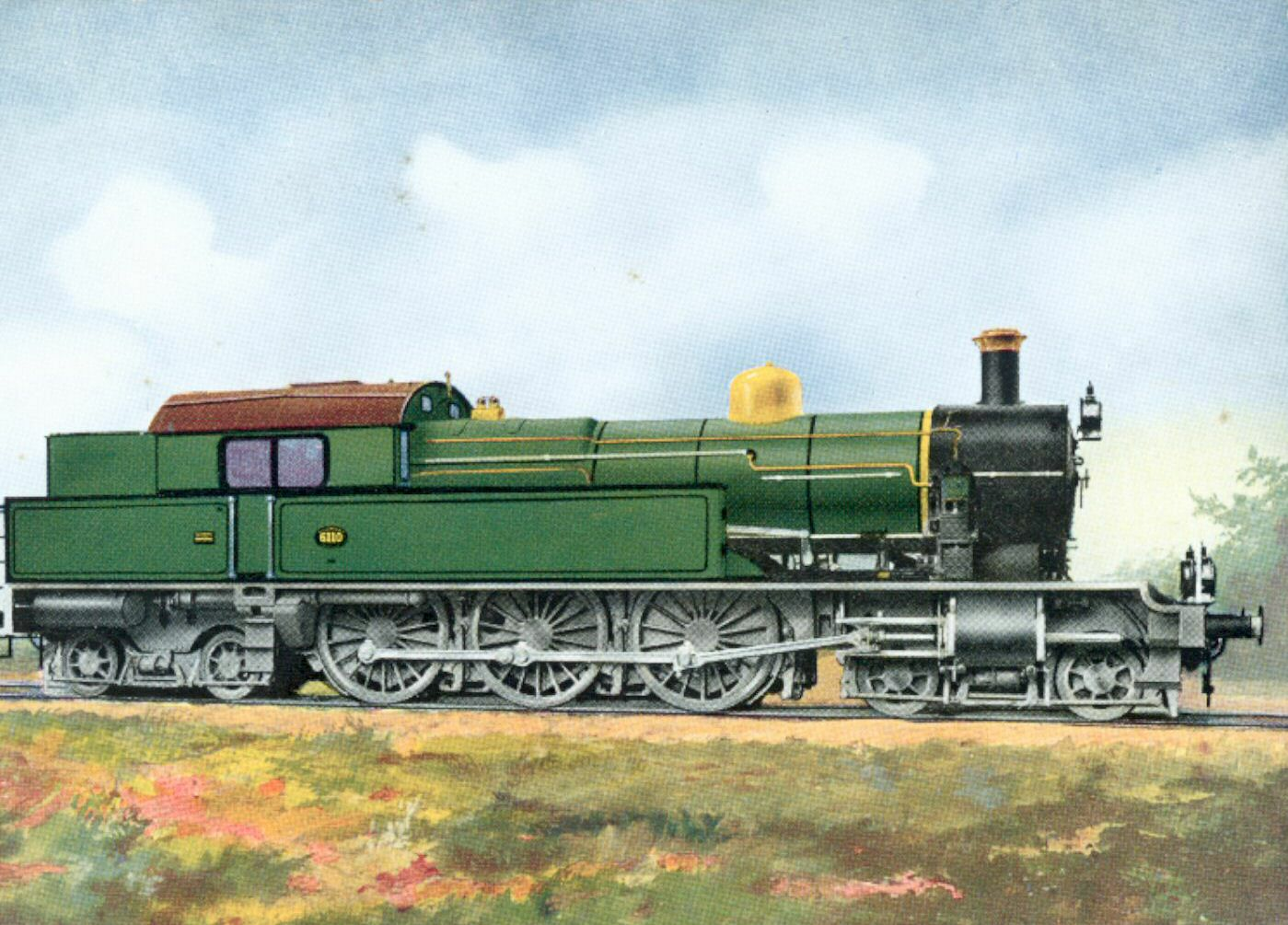
Carte postale de la 6110.

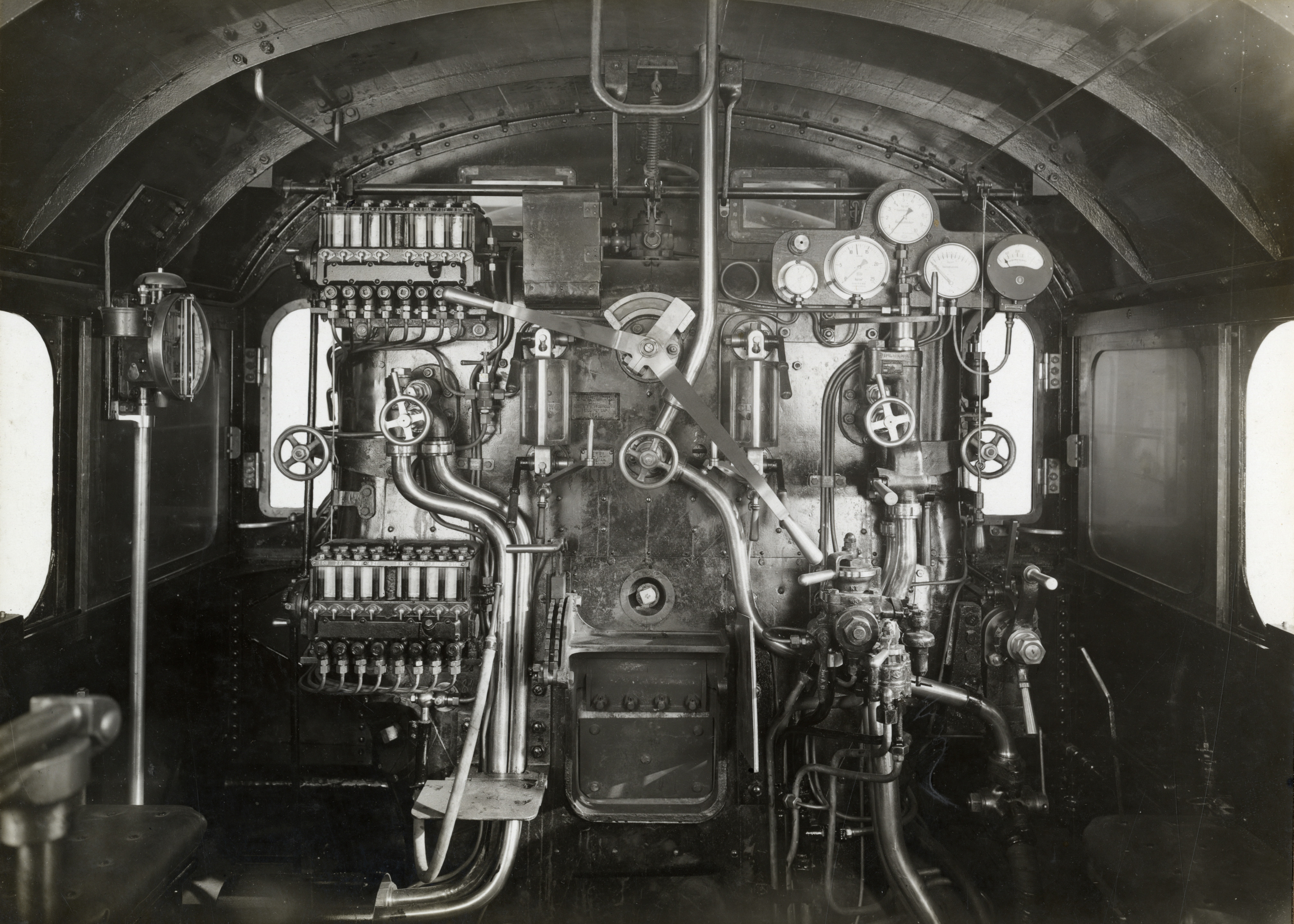
Poste de conduite.

Par rapport aux 6000, les locomotives de la série 6100 se distinguent également par leur plus grande longueur, qui permet de dégager le mécanisme des cylindres et de disposer de plus grandes réserves d'eau et de charbon. La chaudière est également plus grande.
Les cinq premières (6101 à 6105) sont commandées au constructeur allemand Lokomotivfabrik Hohenzollern, implanté à Düsseldorf. Les cinq suivantes sont livrées la même année par les usines Werkspoor d'Utrecht.

### Carrière et services effectués
Les 6100 sont affectées à des trains voyageurs de toute sorte : de lourds convois composés de plus de dix voitures à bogies ainsi que des trains plus courts où elles remplacent des machines remontant au XIXe siècle.
L'électrification du réseau néerlandais, qui s’accélère dans les années 1930, réduit le besoin en locomotives à vapeur. Décision est prise de ne plus en commander de nouvelles après 1931. L'occupation et les ravages de la guerre touchant les installations électriques poussera toutefois à l'achat de machines à vapeur au lendemain du conflit. Les 6103 et 6109, irréparables, sont ferraillées en 1946-1947 et la 6105 n'est pas retrouvée.
La poursuite des électrifications et l'arrivée de matériel diesel sur les lignes secondaires entraîne la mise à la retraite des dernières locomotives à vapeur hollandaises au début de l'année 1958. Le parcours d'adieu de la vapeur, remorqué par la 3737, a lieu en janvier 1958 et les deux dernières 6100 figurant à l'inventaire sont radiées le mois suivant et démolies. Aucune n'est préservée.

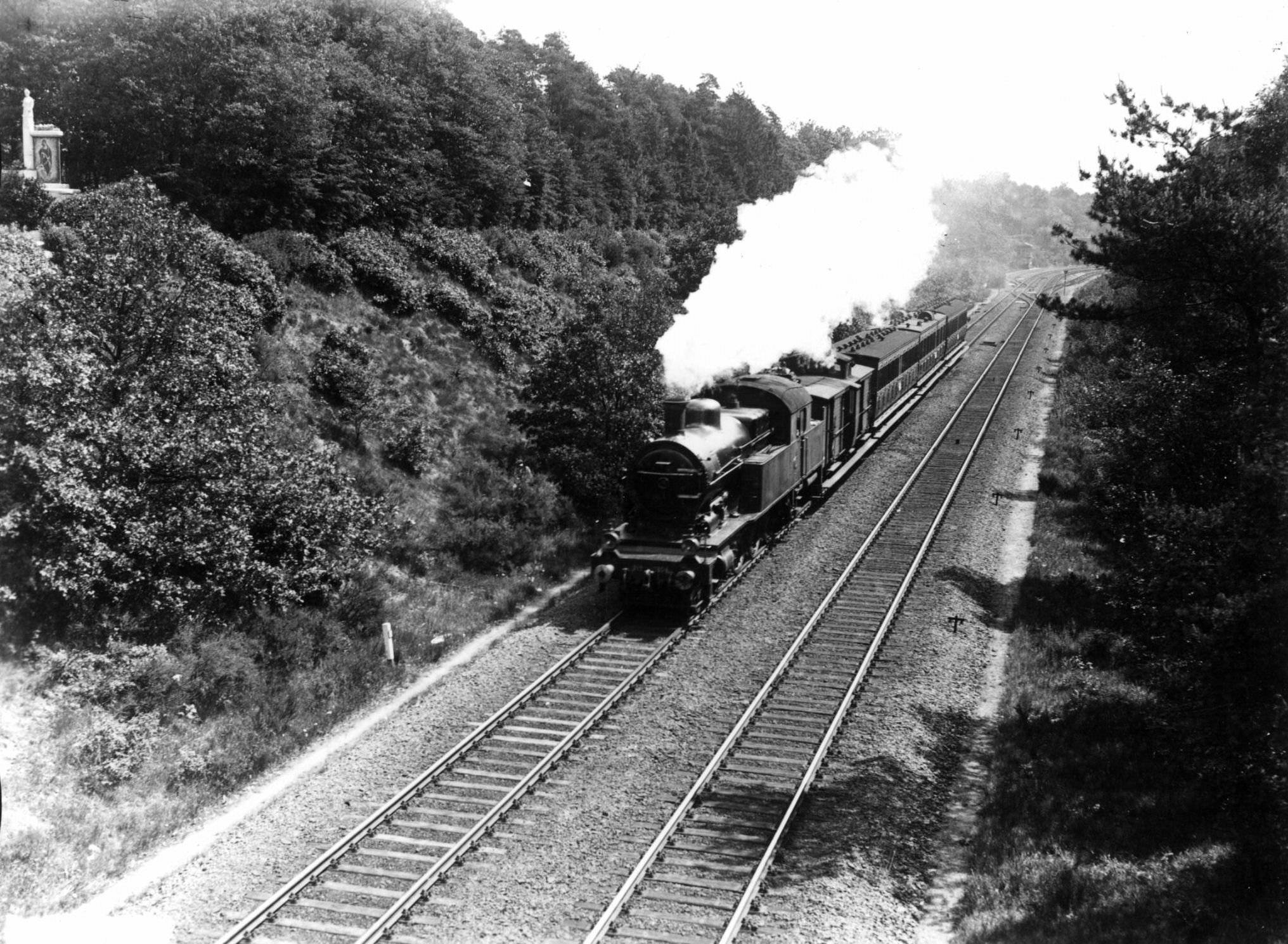
Train léger remorqué par la 6104.
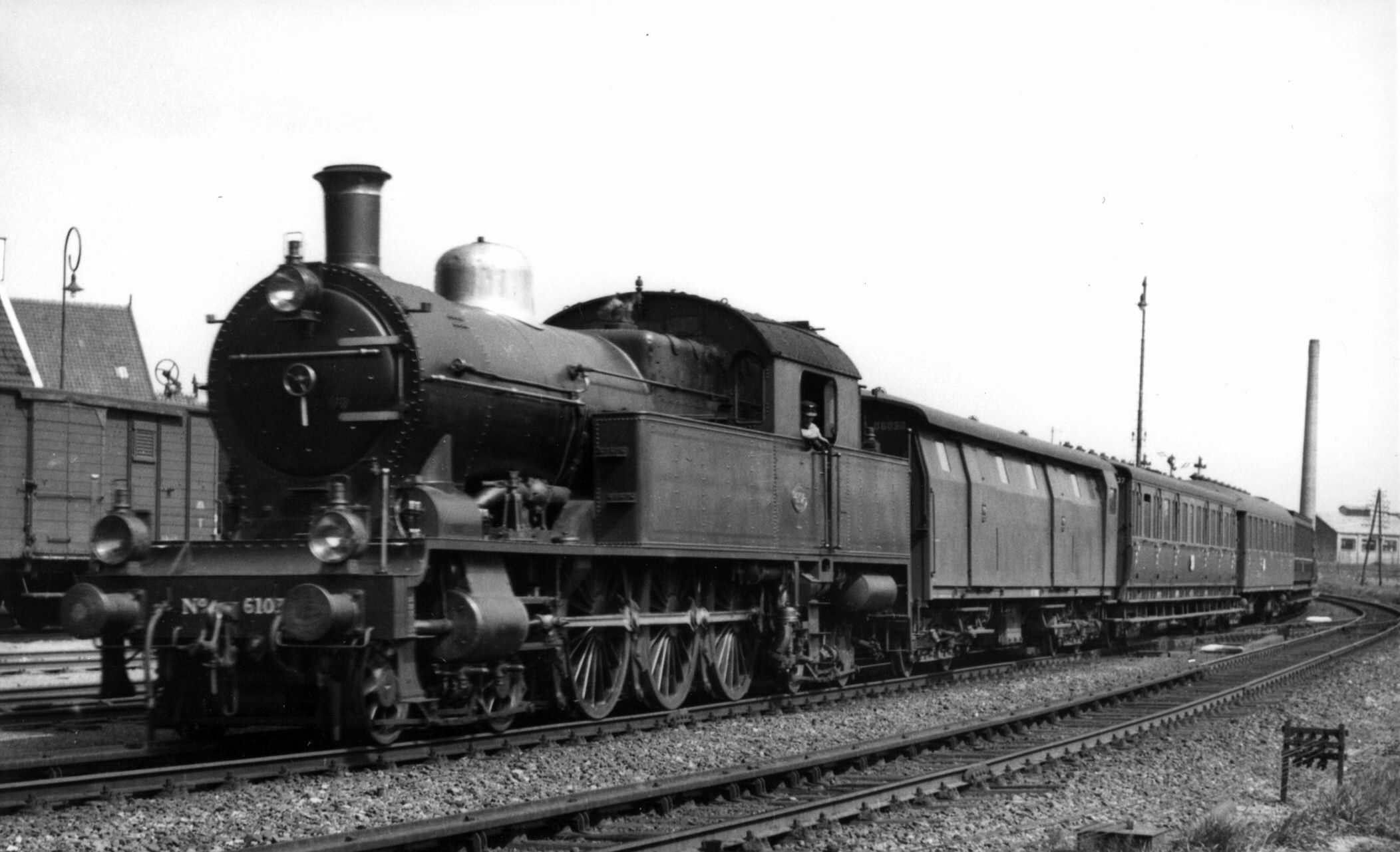
La 6107 remorque un train comportant trois voitures métalliques à destination de Hilversum.
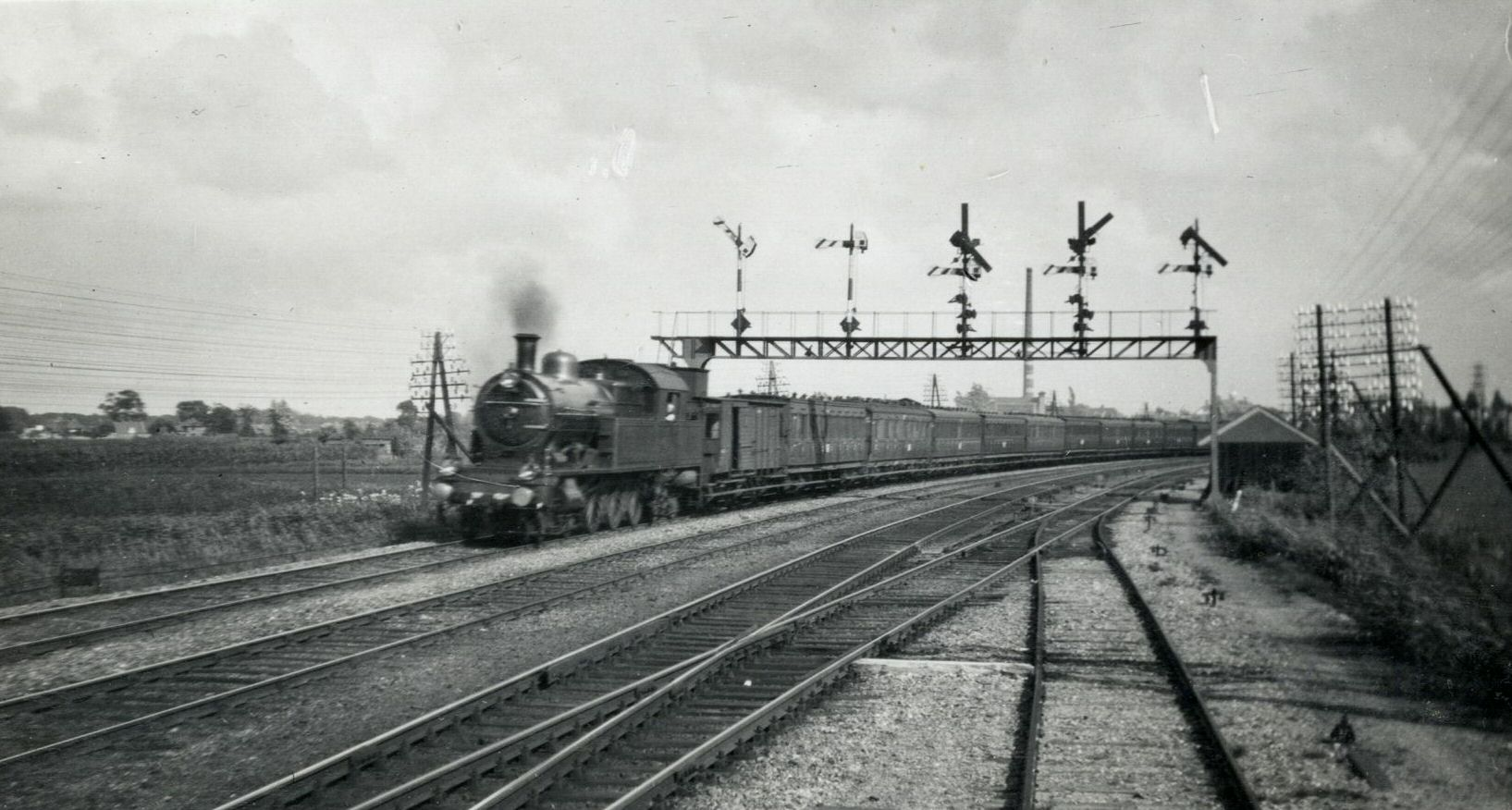
Long train de voitures en bois Enschede - Amsterdam remorqué par la 6108.

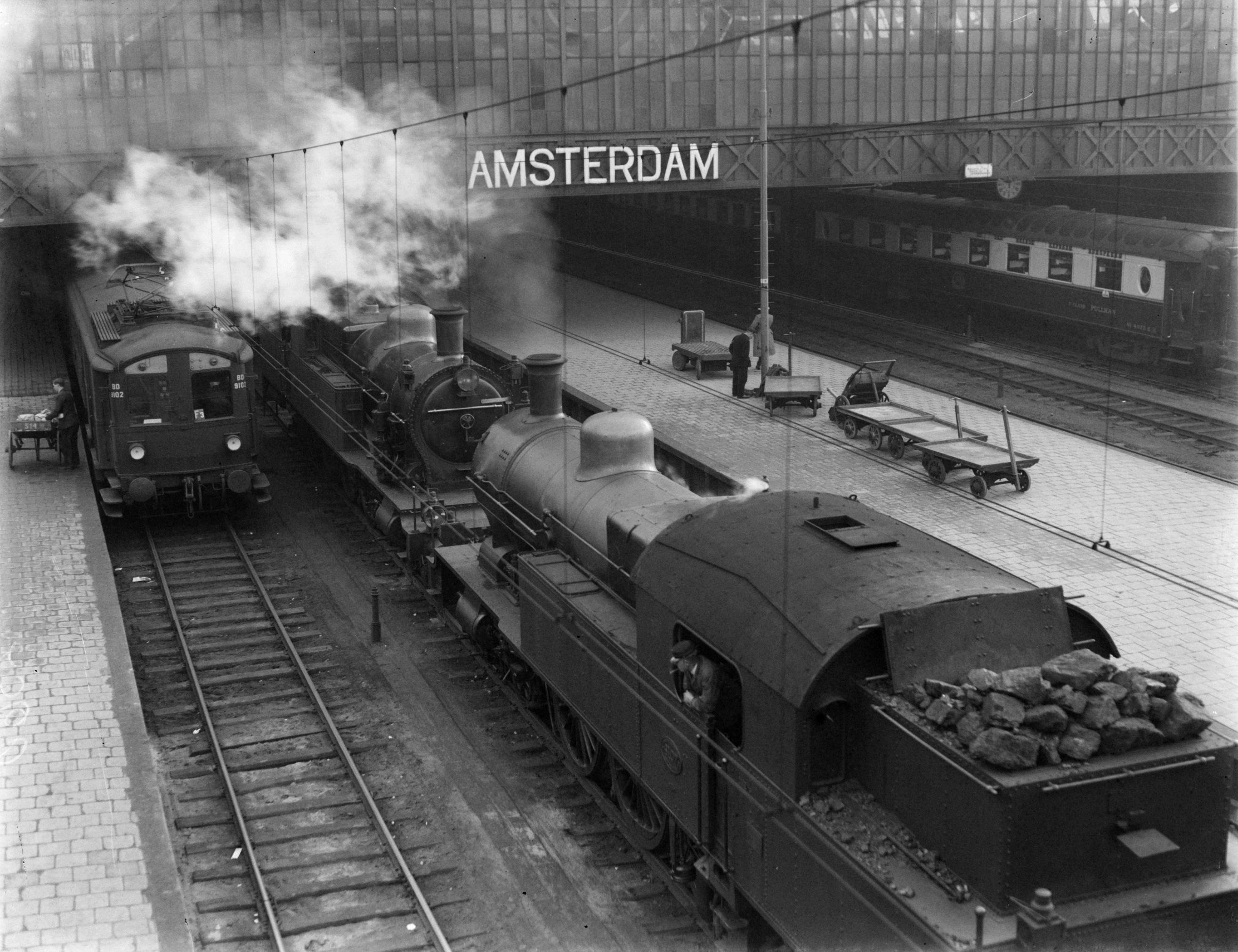
Une 6100, tender en avant, à Amsterdam (1932).
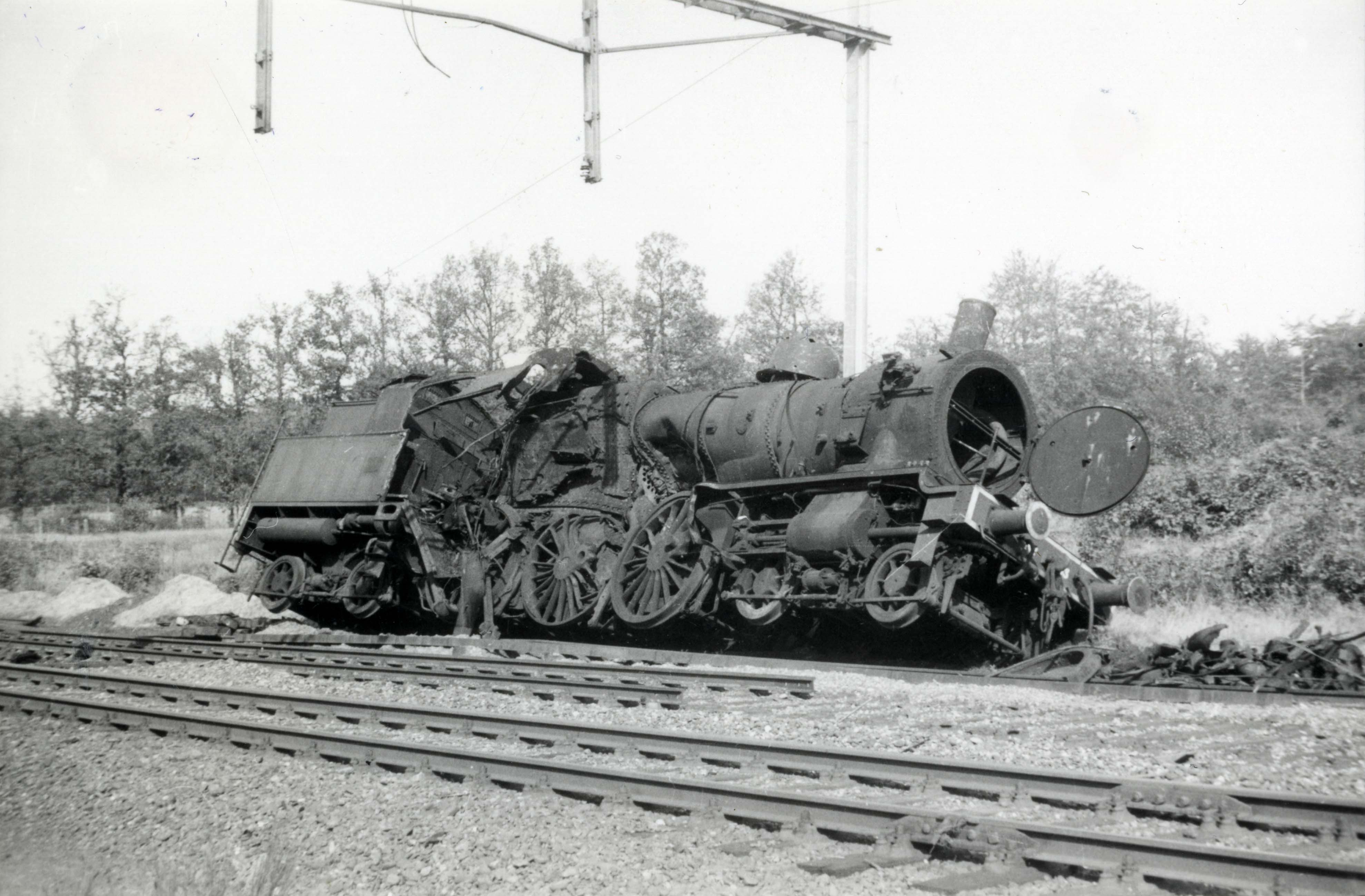
La 6103, endommagée au-delà de toutes réparations par le coup direct d'une bombe à Arnhem.
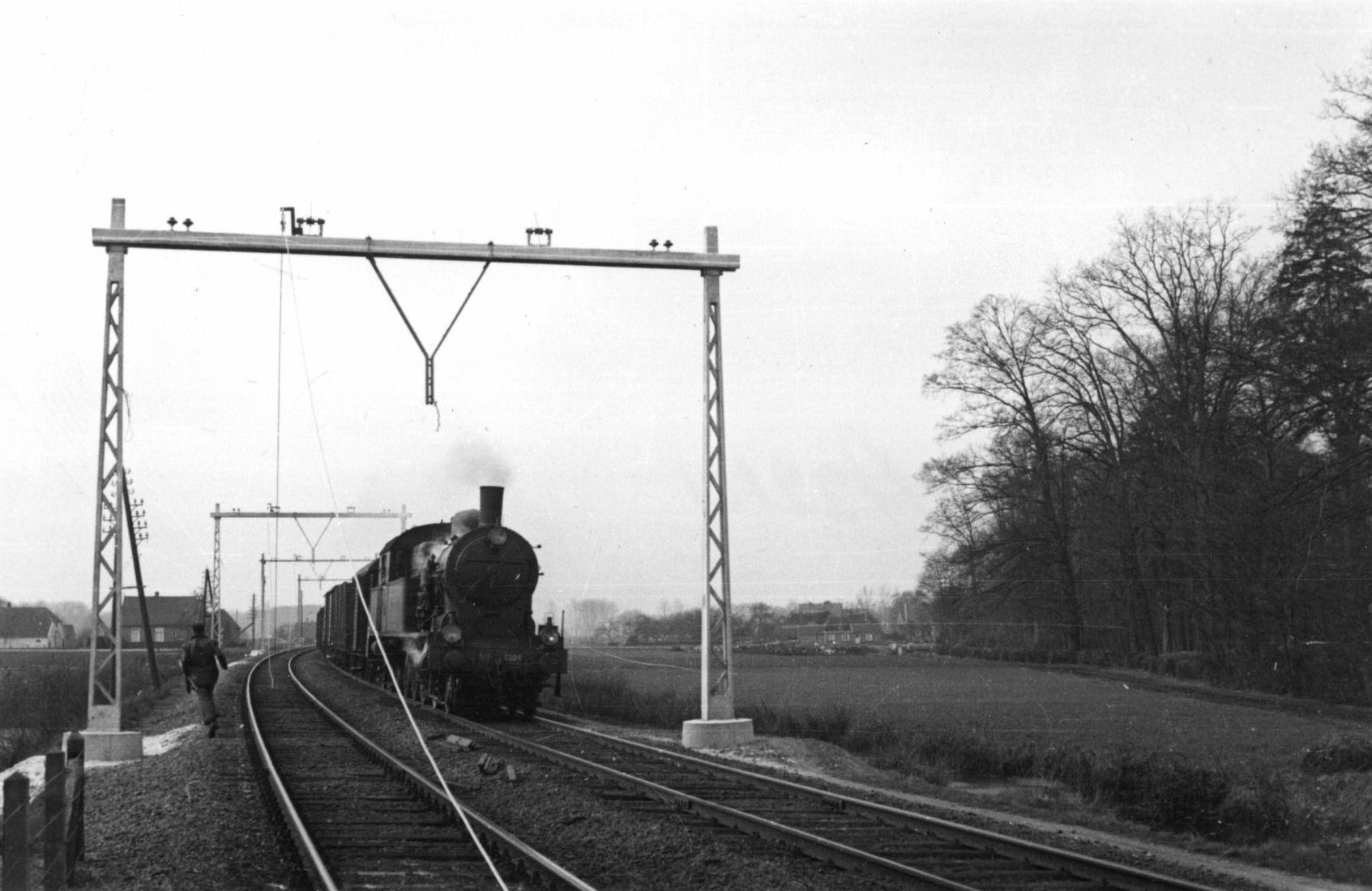
La 6106 remorque un train de marchandises sur une ligne en cours d’électrification (1952).